# Young Right Now
«Young Right Now» — песня немецкого диджея и музыкального продюсера Робина Шульца и израильского певца, автора песен и продюсера Денниса Ллойда, выпущенная в виде сингла 12 ноября 2021 года. Песня была написана Даниэлем Дейманном, Деннисом Бирбродтом, Ллойдом, Гвидо Крамером, Юргеном Дором, Шульцем, Робином Шернбергом, Сандро Кавацца, Фредриком Самссоном, Стефаном Дабруком и спродюсирована Шульцем, Ллойдом и Junkx.

## Предыстория
«Я написал “Young Right Now”, когда мне было восемнадцать, а десять лет спустя Робин, услышав её, привнёс в запись свой свежий взгляд, и я очень рад, что эту песню наконец услышат. Текст песни как нельзя более актуален сегодня».Деннис Ллойд, We Rave You
Але Манчинелли из EDM-Lab написал, что песня говорит о «молодых людях, которые борются с глобальным потеплением». Она написана в тональности фа мажор с темпом 123 удара в минуту.

## Список композиций
| №  | Название          | Длительность |
| -- | ----------------- | ------------ |
| 1. | «Young Right Now» | 3:06         |

| №  | Название                    | Длительность |
| -- | --------------------------- | ------------ |
| 1. | «Young Right Now» (VIP mix) | 2:58         |

## Участники записи
По данным AllMusic.
- Деннис Бирбродт — композитор, лирик
- Сандро Кавацца — композитор, автор текстов
- Стефан Дабрук — композитор, поэт
- Даниэль Дайманн — композитор, лирик
- Юрген Дор — композитор, автор слов
- Junkx — инженер, клавишные, микширование, продюсер, программирование
- Гвидо Крамер — композитор, автор слов
- Деннис Ллойд — композитор, гитара, автор слов, основной исполнитель, продюсер, вокал
- Робин Шульц — композитор, клавишные, автор слов, основной исполнитель, продюсер, программирование
- Михаэль Швабе — мастеринг
- Робин Шернберг — композитор, автор слов

## Чарты
| Чарт (2021–2022)                           | Высшая полиция |
| ------------------------------------------ | -------------- |
| Австрия (Ö3 Austria Top 40)                | 32             |
| Бельгия/Фландрия (Ultratop 50)             | 20             |
| Croatia (HRT)                              | 12             |
| Чехия (Rádio — Top 100)                    | 35             |
| France (SNEP)                              | 80             |
| Германия (GfK)                             | 28             |
| Germany Airplay (BVMI)                     | 1              |
| Венгрия (Rádiós Top 40)                    | 39             |
| Нидерланды (Dutch Top 40)                  | 10             |
| Нидерланды (Single Top 100)                | 40             |
| Польша (Polish Airplay Top 100)            | 3              |
| Словакия (Rádio — Top 100)                 | 9              |
| Швейцария (Schweizer Hitparade)            | 17             |
| США (Billboard Hot Dance/Electronic Songs) | 40             |

| Чарт (2022)                       | Позиция |
| --------------------------------- | ------- |
| Austria (Ö3 Austria Top 40)       | 62      |
| Belgium (Ultratop 50 Flanders)    | 49      |
| Germany (Official German Charts)  | 68      |
| Netherlands (Dutch Top 40)        | 35      |
| Poland (ZPAV)                     | 58      |
| Switzerland (Schweizer Hitparade) | 43      |

## Сертификации
| Регион                                                                      | Сертификация | Продажи |
| --------------------------------------------------------------------------- | ------------ | ------- |
| Австрия (IFPI Austria)                                                      | Платиновый   | 30 000  |
| Франция (SNEP)                                                              | Золотой      | 100 000 |
| Германия (BVMI)                                                             | Золотой      | 200 000 |
| Польша (ZPAV)                                                               | Золотой      | 25 000  |
| Данные о продажах + прослушиваниях приведены только на основе сертификации. |              |         |